# مسجد الزرقاء
مسجد الزرقاء هو مسجد تاريخي في بلدة ثرمداء القديمة وقد سُمي بالزرقاء لوجود مزرعة نخيل بجانب المسجد تسمى الزرقاء.

## الموقع
يقع المسجد شمال بلدة ثرمداء القديمة على الطريق الرابط بين محافظة ثرمداء ومحافظة شقراء، وهي بلدة تابعة لمحافظة مرات الواقعة بمنطقة الرياض بالمملكة العربية السعودية.

## نبذة
تعود فترة بناء المسجد إلى عهد الإمام فيصل بن تركي ما بين عامي 1259هـ و1282هـ (1843، 1865).
أُعيد ترميم المسجد خلال عهد الملك عبدالعزيز آل سعود وكان من مؤذنيه: عبد الله القاسم وعبدالكريم بن عبد الله الشعلان. بُني المسجد من الطين والحجر، واستخدم الأثل وسعف النخيل لسقفه، تبلغ مساحته الإجمالية 326 م² وسعة 100 مصليًا. ينقسم المسجد إلى بيت صلاة وسرحة وخلوة أرضية وميضأة، بالإضافة غلى بئر وحوض وغرفة للاستحمام. كما توجد منارة مربعة الشكل شمال المسجد بارتفاع 11.29 متر.

## الأئمة[2]
- عبد الكريم بن مدلج.
- سعد بن إبراهيم بن حجي.
- عبد العزيز بن إبراهيم حجي.
- عمر بن يوسف.
- إبراهيم بن عبدالله العنقري.
- عبد الرحمن بن محمد بن مقرن.
- إبراهيم بن عبد الرحمن العنقري.
- عبد الله بن حامد الحامد.

## الترميم
أُختير المسجد من ضمن مشروع محمد بن سلمان لترميم وتأهيل المساجد التاريخية.